# Hamza Hamry
Hamza Hamry (árabe حمزة حمري; Cairuán, 12 de enero de 1995) es un ex judoka y artista marcial mixto tunecino que compite en la división de peso ligero. También fue campeón africano de ADCC.

## Primeros años
Hamza Hamry, apodado "The Joker", nació el 12 de enero de 1995 en Kairouan.
Se inició en el deporte a los diez años, y su primera experiencia futbolística no duró ni dos semanas. Luego se pasó al judo y descubrió las artes marciales mixtas a través de un videoclip.

## Carrera
Hamry hizo su debut en MMA en 2017 en BFC Algerie, y estaba programado para pelear contra Mourad Zaidi. Ganó la pelea por nocaut técnico en el primer asalto.
Luego estaba programado para pelear contra Firas Atig en el Campeonato de Tataouine, después de cinco años de su debut profesional. Ganó la pelea por nocaut técnico en el primer asalto.
Hamry se enfrentó a Read El Zanati el 1 de abril de 2022 en la Organización de Combate de Libia. Ganó la pelea por nocaut técnico en el primer asalto.

## Campeonatos y logros
- Campeonato de Combate de Libia
  - Campeonato de peso ligero de combate LBA (una vez)[8][9][10]
- 3.º En el Campeonato de Judo de Túnez 2013 (-66 kg)[11]
- Campeona tunecina de judo 2014 (-66 kg)[12]
- Vic Fight Grappling Beach Champion (-70 kg)
- Campeón Africano ADCC (-70 kg)[13]

## Récord en artes marciales mixtas
| Resultado | Récord | Oponente       | Método                        | Evento                  | Fecha               | Ronda | Tiempo | Localización | Notas                                                  |
| --------- | ------ | -------------- | ----------------------------- | ----------------------- | ------------------- | ----- | ------ | ------------ | ------------------------------------------------------ |
| Victoria  | 4–0    | Dorthy Lucas   | Submission (Rear-Naked Choke) | Libya Combat 3          | 1 de junio de 2022  | 1     | 3:09   | Al-Ittihad   | Ganó el campeonato de peso ligero de combate de Libia. |
| Victoria  | 3–0    | Read El Zanati | TKO (Leg Injury)              | Libya Combat 1          | 1 de abril de 2022  | 1     | 1:14   | Libya        |                                                        |
| Victoria  | 2–0    | Firas Atig     | TKO (Leg Kicks)               | Tataouine Championships | 12 de marzo de 2022 | 1     | 2:21   | Tunisia      |                                                        |
| Victoria  | 1–0    | Mourad Zaidi   | TKO (Punches)                 | BFC Algerie             | 16 de abril de 2017 | 1     | 1:45   | Tunisia      |                                                        |

## Filmografía

### Emisiones
- 2020: Enjah en Tuniscope: invitado
- 2021: 90 minutos con Hedi Zaiem en El Hiwar El Tounsi: invitado del episodio 22 de la temporada 3
  - 360 Degres con Nawel Bizid en Carthage Plus TV: invitado del episodio 4 de la temporada 1

### Radio
- 2020: sigue tu sueño en dream Fm: invitado
- Radio Sabra Fm : invitado
  - 2021: Mi Temps en Express FM: invitado
  - Sportag en Diwan Fm: invitado
  - hora a hora en Mosaïque FM : invitado
  - Tranquilla en Radio Med : invitado
  - Cap Fm: invitado
  - Radio RM Fm : invitado
  - Jawahra Fm : invitado
  - Expresso fin de semana en Express FM : invitado
  - Fet El Foot en Shems FM : invitado
- 2022 : Fin de semana en Radio Med : invitado